# Tanaecia ambrysus
Tanaecia ambrysus är en fjärilsart som beskrevs av Hans Fruhstorfer 1913. Tanaecia ambrysus ingår i släktet Tanaecia och familjen praktfjärilar. Inga underarter finns listade i Catalogue of Life.